# Ungheria ai V Giochi olimpici invernali
L'Ungheria partecipò ai V Giochi olimpici invernali, svoltisi a Sankt Moritz, Svizzera, dal 30 gennaio all'8 febbraio 1948, con una delegazione di 22 atleti impegnati in cinque discipline.

## Medaglie
| Medaglia | Atleta                   | Sport                 | Evento                         |
| -------- | ------------------------ | --------------------- | ------------------------------ |
| Argento  | Andrea Kékesy Ede Király | Pattinaggio di figura | Pattinaggio di figura a coppie |